# 까칠남녀
《까칠남녀》(Touchy Boys and Girls/Kkachil Namnyeo)는 월요일 밤 11시 35분부터 12시 25분까지 EBS 1TV로 방송된 프로그램이다.

## 방송 시간
| 방송 채널      | 방송 기간                         | 방송 시간                                        |
| -------------- | --------------------------------- | ------------------------------------------------ |
| EBS 1TV 본방송 | 2017년 3월 27일 ~ 2018년 2월 5일  | 매주 월요일 밤 11시 35분 ~ 밤 12시 25분 (50분)   |
| EBS 1TV 재방송 | 2017년 4월 29일 ~ 2018년 1월 27일 | 매주 토요일 새벽 1시 25분 ~ 새벽 2시 15분 (50분) |
| EBS 1TV 재방송 | 2018년 2월 10일                   | 매주 토요일 새벽 1시 25분 ~ 새벽 2시 15분 (50분) |
| EBS 1TV 재방송 | 2018년 2월 3일                    | 매주 토요일 새벽 1시 35분 ~ 새벽 2시 25분 (50분) |

## 동시간대 경쟁 프로그램
- 월요기획 (KBS 1TV)

## 이슈
2017년 12월 25일과 2018년 1월 1일 '모르는 형님 - 성소수자 특집'편에 대한 학부모들의 시위가 있었으며 2018년 1월 5일에는 회사 로비 안을 점거하기도 했다. 이로 인해 당초 방송예정인 남자는 태어나서 3번 운다편은 방송되지못한 채 2018년 2월 5일 조기종영하였다.

## 결방 사유
- 2017년 10월 9일 : 특선 영화 <도둑들> 방송 관계로 1주일로 연기 되었다.